# Shorttrack-Weltcup 1999/2000
Der Shorttrack-Weltcup 1999/2000 war eine von der Internationalen Eislaufunion (ISU) veranstaltete Wettkampfserie im Shorttrack. Er begann am 21. Oktober 1999 im kanadischen Montreal und endete am 6. Februar 2000 im niederländischen Heerenveen. Zum Weltcup gehörten sechs Veranstaltungen in sechs Ländern auf drei Kontinenten. Alle Gesamtwertungen entschieden Athleten aus China und Südkorea für sich. Die meisten Siege in Einzelrennen feierten die Chinesin Yang Yang (A) und der Koreaner Kim Dong-sung, die beide auch an der Spitze des Mehrkampf-Gesamtweltcups standen.
Kein Teil des Weltcups waren die internationalen Meisterschaften als Saisonhöhepunkte: die Europameisterschaften 2000 in Bormio, die Weltmeisterschaften 2000 in Sheffield und die Teamweltmeisterschaften 2000 in Den Haag.

## Überblick

### Ablauf und Wertung eines Weltcups
An jeder Weltcupstation fanden pro Geschlecht fünf Rennen statt: vier Einzelstrecken über 500 Meter, 1000 Meter, 1500 Meter und 3000 Meter sowie ein Staffelwettkampf (3000 Meter bei den Frauen, 5000 Meter bei den Männern). In jedem Einzelrennen wurden für die Finalteilnehmer Punkte entsprechend einer absteigenden Fibonacci-Folge vergeben, beginnend mit 34 Punkten für den ersten Rang, dann weiter mit den Werten 21, 13, 8, 5, 3, 2 und 1. Die Punktbesten der ersten drei Strecken qualifizierten sich für das 3000-Meter-Rennen. Aus den Ergebnissen aller vier Einzeldistanzen wurde das Resultat des Mehrkampfes (Overall) durch Addition der Punkte ermittelt. Zusätzlich gab es für jede Weltcupstation eine eigene Teamwertung, für die die Ergebnisse des 500-Meter-, 1000-Meter- und 1500-Meter-Rennens sowie der Staffel berücksichtigt wurden.
Für alle Einzelstrecken – mit Ausnahme der 3000 Meter – sowie für den Mehrkampf, die Staffel und die Teamwertung gab es ein eigenes Weltcupklassement, das die vier besten Saisonergebnisse berücksichtigte. Für die Weltcupklassements wurden die Punkte nach einem anderen Muster vergeben als für den Mehrkampf: Hier erhielt der Sieger eines Wettbewerbs 25 Punkte, der Zweitplatzierte 24 Punkte und die weiteren Platzierten jeweils einen Punkt weniger bis zum 25. Rang.

### Saisonverlauf
Wie im Vorjahr waren bei den Frauen die Athletinnen aus China die führenden Shorttrack-Läuferinnen im Weltcup. Yang Yang (A) gewann drei von sechs Mehrkämpfen und führte am Ende des Winters neben der Overall-Gesamtwertung auch die Streckenwertungen über 1000 Meter und 1500 Meter an. Insgesamt entschied sie in der Saison 1999/2000 elf Einzel-Weltcuprennen (ohne Mehrkämpfe und Staffeln) für sich. Ihre Teamkollegin Yang Yang (S) stand (punktgleich mit Wang Chunlu) an der Spitze der 500-Meter-Wertung. Zudem gewannen die Chinesinnen fünf von sechs Staffeln. Die verbliebenen Weltcuperfolge verteilten sich auf verschiedene Südkoreanerinnen um die 17-jährige zweimalige Mehrkampfsiegerin Choi Min-kyung und auf die Bulgarin Ewgenija Radanowa, die sowohl im Overall-Klassement als auch in den Gesamtwertungen über 1000 und 1500 Meter Rang zwei hinter Yang Yang (A) belegte. Radanowa reiste als einzige Europäerin zu den Rennen in Ostasien im zweiten Saisondrittel.
Bei den Männern gab es in sechs Mehrkämpfen fünf unterschiedliche Sieger aus vier Ländern: die Südkoreaner Kim Dong-sung und Min Ryoung, den Japaner Satoru Terao, den US-Amerikaner Apolo Anton Ohno und den Chinesen Li Jiajun. Mit Ohno und Min befanden sich unter diesen Athleten die Juniorenweltmeister der Jahre 1999 und 2000. Beide waren während der Saison 17 Jahre alt. Kim und Li gehörten wie im Vorjahr zu den konstantesten Athleten über den Winter und belegten in drei von vier Weltcup-Gesamtwertungen die Ränge eins und zwei. Im Mehrkampf und über 1000 Meter lag Kim vor Li, über 500 Meter und 1500 Meter (wo Fabio Carta Zweiter wurde) stand der Chinese an der Spitze. Die Staffelrennen gewannen abwechselnd die Teams aus Korea und China.

## Frauen

### Weltcup-Übersicht
In den Staffelrennen sind jeweils – sofern nachweisbar – die Namen der im Wettkampf eingesetzten Läuferinnen vermerkt. Kursive Namen markieren die Sportlerinnen, die nur im Vorlauf oder im Halbfinale, nicht aber im Finale eingesetzt wurden.
| Datum                                                                   | Austragungsort | Disziplin      | Erster Platz                                                          | Zweiter Platz                                                          | Dritter Platz                                                                           |
| ----------------------------------------------------------------------- | -------------- | -------------- | --------------------------------------------------------------------- | ---------------------------------------------------------------------- | --------------------------------------------------------------------------------------- |
| 21. bis 23. Oktober 1999                                                | Montreal       | 500 m          | Joo Min-jin                                                           | Choi Min-kyung                                                         | Wang Chunlu                                                                             |
| 21. bis 23. Oktober 1999                                                | Montreal       | 1000 m         | Choi Min-kyung                                                        | Joo Min-jin                                                            | Ewgenija Radanowa                                                                       |
| 21. bis 23. Oktober 1999                                                | Montreal       | 1500 m         | Yang Yang (A)                                                         | Park Hye-won                                                           | Ewgenija Radanowa                                                                       |
| 21. bis 23. Oktober 1999                                                | Montreal       | 3000 m         | Park Hye-won                                                          | Yang Yang (A)                                                          | Joo Min-jin                                                                             |
| 21. bis 23. Oktober 1999                                                | Montreal       | Mehrkampf      | Choi Min-kyung                                                        | Joo Min-jin                                                            | Park Hye-won                                                                            |
| 21. bis 23. Oktober 1999                                                | Montreal       | 3000 m Staffel | Volksrepublik ChinaYang Yang (A) Yang Yang (S) Wang Chunlu Sun Dandan | SüdkoreaJoo Min-jin Park Hye-won An Sang-mi Kim Yoon-mi                | KanadaAnnie Perreault Christine Boudrias Marie-Ève Drolet Tania Vicent Isabelle Charest |
| 21. bis 23. Oktober 1999                                                | Montreal       | Team           | Südkorea                                                              | Volksrepublik China                                                    | Kanada                                                                                  |
| 29. bis 31. Oktober 1999                                                | Provo          | 500 m          | Yang Yang (S)                                                         | Annie Perreault                                                        | Chikage Tanaka                                                                          |
| 29. bis 31. Oktober 1999                                                | Provo          | 1000 m         | Ewgenija Radanowa                                                     | Choi Min-kyung                                                         | Park Hye-won                                                                            |
| 29. bis 31. Oktober 1999                                                | Provo          | 1500 m         | Yang Yang (A)                                                         | Yang Yang (S)                                                          | Choi Min-kyung                                                                          |
| 29. bis 31. Oktober 1999                                                | Provo          | 3000 m         | Choi Min-kyung                                                        | Tania Vicent                                                           | Ewgenija Radanowa                                                                       |
| 29. bis 31. Oktober 1999                                                | Provo          | Mehrkampf      | Choi Min-kyung                                                        | Yang Yang (S)                                                          | Ewgenija Radanowa                                                                       |
| 29. bis 31. Oktober 1999                                                | Provo          | 3000 m Staffel | Volksrepublik ChinaYang Yang (S) Yang Yang (A) Wang Chunlu Sun Dandan | KanadaTania Vicent Annie Perreault Isabelle Charest Christine Boudrias | BulgarienEwgenija Radanowa Daniela Wlaewa Anna Krastewa Marina Georgiewa                |
| 29. bis 31. Oktober 1999                                                | Provo          | Team           | Volksrepublik China                                                   | Südkorea                                                               | Kanada                                                                                  |
| 26. bis 28. November 1999                                               | Nobeyama       | 500 m          | Ewgenija Radanowa                                                     | Yang Yang (S)                                                          | Wang Chunlu                                                                             |
| 26. bis 28. November 1999                                               | Nobeyama       | 1000 m         | Ewgenija Radanowa                                                     | Park Hye-won                                                           | Yang Yang (S)                                                                           |
| 26. bis 28. November 1999                                               | Nobeyama       | 1500 m         | Yang Yang (A)                                                         | Ewgenija Radanowa                                                      | Choi Min-kyung                                                                          |
| 26. bis 28. November 1999                                               | Nobeyama       | 3000 m         | Park Hye-won                                                          | Kim Yoon-mi                                                            | Ewgenija Radanowa                                                                       |
| 26. bis 28. November 1999                                               | Nobeyama       | Mehrkampf      | Ewgenija Radanowa                                                     | Park Hye-won                                                           | Yang Yang (S)                                                                           |
| 26. bis 28. November 1999                                               | Nobeyama       | 3000 m Staffel | Volksrepublik ChinaYang Yang (A) Yang Yang (S) Wang Chunlu Sun Dandan | SüdkoreaKim Yoon-mi Choi Min-kyung Park Hye-won Jeon Da-hye            | JapanChikage Tanaka Ikue Teshigawara Atsuko Takata Yuka Kamino Miyuki Ozawa             |
| 26. bis 28. November 1999                                               | Nobeyama       | Team           | Volksrepublik China                                                   | Südkorea                                                               | Japan                                                                                   |
| 3. bis 5. Dezember 1999                                                 | Changchun      | 500 m          | Wang Chunlu                                                           | Choi Min-kyung                                                         | Annie Perreault                                                                         |
| 3. bis 5. Dezember 1999                                                 | Changchun      | 1000 m         | Yang Yang (A)                                                         | Yang Yang (S)                                                          | Wang Chunlu                                                                             |
| 3. bis 5. Dezember 1999                                                 | Changchun      | 1500 m         | Yang Yang (A)                                                         | Ewgenija Radanowa                                                      | Choi Min-kyung                                                                          |
| 3. bis 5. Dezember 1999                                                 | Changchun      | 3000 m         | Yang Yang (A)                                                         | Park Hye-won                                                           | Ewgenija Radanowa                                                                       |
| 3. bis 5. Dezember 1999                                                 | Changchun      | Mehrkampf      | Yang Yang (A)                                                         | Wang Chunlu                                                            | Ewgenija Radanowa                                                                       |
| 3. bis 5. Dezember 1999                                                 | Changchun      | 3000 m Staffel | Volksrepublik China                                                   | Südkorea                                                               | Japan                                                                                   |
| 3. bis 5. Dezember 1999                                                 | Changchun      | Team           | Volksrepublik China                                                   | Südkorea                                                               | Kanada                                                                                  |
| 21. bis 23. Januar 2000 Shorttrack-Europameisterschaften 2000 in Bormio |                |                |                                                                       |                                                                        |                                                                                         |
| 27. bis 29. Januar 2000                                                 | Göteborg       | 500 m          | Yang Yang (A)                                                         | Wang Chunlu                                                            | Joo Min-jin                                                                             |
| 27. bis 29. Januar 2000                                                 | Göteborg       | 1000 m         | Yang Yang (A)                                                         | Park Hye-won                                                           | An Sang-mi                                                                              |
| 27. bis 29. Januar 2000                                                 | Göteborg       | 1500 m         | Yang Yang (S)                                                         | Joo Min-jin                                                            | Ewgenija Radanowa                                                                       |
| 27. bis 29. Januar 2000                                                 | Göteborg       | 3000 m         | An Sang-mi                                                            | Yang Yang (A)                                                          | Park Hye-won                                                                            |
| 27. bis 29. Januar 2000                                                 | Göteborg       | Mehrkampf      | Yang Yang (A)                                                         | An Sang-mi                                                             | Joo Min-jin                                                                             |
| 27. bis 29. Januar 2000                                                 | Göteborg       | 3000 m Staffel | Volksrepublik ChinaWang Chunlu Yang Yang (A) Sun Dandan Yang Yang (S) | SüdkoreaAn Sang-mi Joo Min-jin Park Hye-won Choi Min-kyung             | ItalienEvelina Rodigari Katia Zini Mara Zini Emanuela Giacomelli                        |
| 27. bis 29. Januar 2000                                                 | Göteborg       | Team           | Volksrepublik China                                                   | Südkorea                                                               | Italien                                                                                 |
| 4. bis 6. Februar 2000                                                  | Heerenveen     | 500 m          | Ewgenija Radanowa                                                     | Yang Yang (S)                                                          | Yang Yang (A)                                                                           |
| 4. bis 6. Februar 2000                                                  | Heerenveen     | 1000 m         | Yang Yang (A)                                                         | Joo Min-jin                                                            | Ewgenija Radanowa                                                                       |
| 4. bis 6. Februar 2000                                                  | Heerenveen     | 1500 m         | Yang Yang (A)                                                         | Ewgenija Radanowa                                                      | Park Hye-won                                                                            |
| 4. bis 6. Februar 2000                                                  | Heerenveen     | 3000 m         | Yang Yang (A)                                                         | Park Hye-won                                                           | An Sang-mi                                                                              |
| 4. bis 6. Februar 2000                                                  | Heerenveen     | Mehrkampf      | Yang Yang (A)                                                         | Ewgenija Radanowa                                                      | Park Hye-won                                                                            |
| 4. bis 6. Februar 2000                                                  | Heerenveen     | 3000 m Staffel | Südkorea                                                              | KanadaCarol Chénard Alanna Kraus Andrea Searles Amélie Goulet-Nadon    | Niederlande                                                                             |
| 4. bis 6. Februar 2000                                                  | Heerenveen     | Team           | Volksrepublik China                                                   | Südkorea                                                               | Italien                                                                                 |
| 4. März 2000 Shorttrack-Teamweltmeisterschaften 2000 in Den Haag        |                |                |                                                                       |                                                                        |                                                                                         |
| 10. bis 12. März 2000 Shorttrack-Weltmeisterschaften 2000 in Sheffield  |                |                |                                                                       |                                                                        |                                                                                         |

### Weltcupstände
| Rang | Name              | Punkte |
| ---- | ----------------- | ------ |
| 1    | Yang Yang (A)     | 97     |
| 2    | Ewgenija Radanowa | 95     |
| 3    | Park Hye-won      | 91     |
| 4    | Choi Min-kyung    | 90     |
| 5    | Yang Yang (S)     | 90     |
| 6    | Wang Chunlu       | 83     |
| 7    | Annie Perreault   | 75     |
| 8    | Joo Min-jin       | 69     |
| 9    | Chikage Tanaka    | 65     |
| 10   | Katia Zini        | 65     |

| Rang | Name              | Punkte |
| ---- | ----------------- | ------ |
| 1    | Yang Yang (S)     | 95     |
| 2    | Wang Chunlu       | 95     |
| 3    | Ewgenija Radanowa | 90     |
| 4    | Annie Perreault   | 90     |
| 5    | Yang Yang (A)     | 89     |
| 6    | Choi Min-kyung    | 81     |
| 7    | Chikage Tanaka    | 78     |
| 8    | Joo Min-jin       | 68     |
| 9    | Katia Zini        | 68     |
| 10   | Park Hye-won      | 62     |

| Rang | Name              | Punkte |
| ---- | ----------------- | ------ |
| 1    | Yang Yang (A)     | 97     |
| 2    | Ewgenija Radanowa | 96     |
| 3    | Park Hye-won      | 92     |
| 4    | Yang Yang (S)     | 91     |
| 5    | Choi Min-kyung    | 87     |
| 6    | Wang Chunlu       | 86     |
| 7    | Julie Goskowicz   | 67     |
| 8    | Chikage Tanaka    | 65     |
| 9    | Katia Zini        | 64     |
| 10   | Evelina Rodigari  | 60     |

| Rang | Name              | Punkte |
| ---- | ----------------- | ------ |
| 1    | Yang Yang (A)     | 100    |
| 2    | Ewgenija Radanowa | 95     |
| 3    | Yang Yang (S)     | 92     |
| 4    | Choi Min-kyung    | 91     |
| 5    | Park Hye-won      | 88     |
| 6    | Joo Min-jin       | 76     |
| 7    | Wang Chunlu       | 74     |
| 8    | Amy Peterson      | 67     |
| 9    | Katia Zini        | 61     |
| 10   | Chikage Tanaka    | 58     |

| Rang | Team                   | Punkte |
| ---- | ---------------------- | ------ |
| 1    | Volksrepublik China    | 100    |
| 2    | Südkorea               | 97     |
| 3    | Kanada                 | 93     |
| 4    | Japan                  | 86     |
| 5    | Italien                | 84     |
| 6    | Vereinigte Staaten     | 84     |
| 7    | Niederlande            | 81     |
| 8    | Bulgarien              | 67     |
| 9    | Vereinigtes Königreich | 20     |
| 10   | Österreich             | 19     |

| Rang | Team                   | Punkte |
| ---- | ---------------------- | ------ |
| 1    | Volksrepublik China    | 100    |
| 2    | Südkorea               | 97     |
| 3    | Kanada                 | 91     |
| 4    | Italien                | 89     |
| 5    | Japan                  | 85     |
| 6    | Vereinigte Staaten     | 84     |
| 7    | Bulgarien              | 83     |
| 8    | Niederlande            | 78     |
| 9    | Vereinigtes Königreich | 19     |
| 10   | Österreich             | 18     |

## Männer

### Weltcup-Übersicht
In den Staffelrennen sind jeweils – sofern nachweisbar – die Namen der im Wettkampf eingesetzten Läufer vermerkt. Kursive Namen markieren die Sportler, die nur im Vorlauf oder im Halbfinale, nicht aber im Finale eingesetzt wurden.
| Datum                                                                   | Austragungsort | Disziplin      | Erster Platz                                              | Zweiter Platz                                                                 | Dritter Platz                                                                   |
| ----------------------------------------------------------------------- | -------------- | -------------- | --------------------------------------------------------- | ----------------------------------------------------------------------------- | ------------------------------------------------------------------------------- |
| 21. bis 23. Oktober 1999                                                | Montreal       | 500 m          | Kim Dong-sung                                             | François-Louis Tremblay                                                       | Fabio Carta                                                                     |
| 21. bis 23. Oktober 1999                                                | Montreal       | 1000 m         | Kim Dong-sung                                             | Li Jiajun                                                                     | Apolo Anton Ohno                                                                |
| 21. bis 23. Oktober 1999                                                | Montreal       | 1500 m         | Min Ryoung                                                | Kim Dong-sung                                                                 | Li Jiajun                                                                       |
| 21. bis 23. Oktober 1999                                                | Montreal       | 3000 m         | Min Ryoung                                                | Lee Seung-jae                                                                 | François-Louis Tremblay                                                         |
| 21. bis 23. Oktober 1999                                                | Montreal       | Mehrkampf      | Kim Dong-sung                                             | Min Ryoung                                                                    | Li Jiajun                                                                       |
| 21. bis 23. Oktober 1999                                                | Montreal       | 3000 m Staffel | Volksrepublik ChinaLi Jiajun Feng Kai An Yulong Yuan Ye   | SüdkoreaKim Dong-sung Min Ryoung Lee Seung-jae Oh Se-jong                     | KanadaFrançois-Louis Tremblay Andrew Quinn Èric Bédard Derrick Campbell         |
| 21. bis 23. Oktober 1999                                                | Montreal       | Team           | Südkorea                                                  | Italien                                                                       | Volksrepublik China                                                             |
| 29. bis 31. Oktober 1999                                                | Provo          | 500 m          | Li Jiajun                                                 | Kim Dong-sung                                                                 | Apolo Anton Ohno                                                                |
| 29. bis 31. Oktober 1999                                                | Provo          | 1000 m         | Kim Dong-sung                                             | Satoru Terao                                                                  | Apolo Anton Ohno                                                                |
| 29. bis 31. Oktober 1999                                                | Provo          | 1500 m         | Kim Dong-sung                                             | Satoru Terao                                                                  | Fabio Carta                                                                     |
| 29. bis 31. Oktober 1999                                                | Provo          | 3000 m         | Kim Dong-sung                                             | Satoru Terao                                                                  | Li Jiajun                                                                       |
| 29. bis 31. Oktober 1999                                                | Provo          | Mehrkampf      | Kim Dong-sung                                             | Satoru Terao                                                                  | Li Jiajun                                                                       |
| 29. bis 31. Oktober 1999                                                | Provo          | 3000 m Staffel | SüdkoreaMin Ryoung Lee Seung-jae Kim Dong-sung Oh Se-jong | JapanSatoru Terao Yugo Shinohara Takafumi Nishitani Takehiro Kodera           | KanadaFrançois-Louis Tremblay Derrick Campbell Andrew Quinn Jonathan Guilmette  |
| 29. bis 31. Oktober 1999                                                | Provo          | Team           | Volksrepublik China                                       | Südkorea                                                                      | Italien                                                                         |
| 26. bis 28. November 1999                                               | Nobeyama       | 500 m          | Satoru Terao                                              | Li Jiajun                                                                     | Kim Dong-sung                                                                   |
| 26. bis 28. November 1999                                               | Nobeyama       | 1000 m         | Satoru Terao                                              | Li Jiajun                                                                     | Feng Kai                                                                        |
| 26. bis 28. November 1999                                               | Nobeyama       | 1500 m         | Satoru Terao                                              | Kim Dong-sung                                                                 | François-Louis Tremblay                                                         |
| 26. bis 28. November 1999                                               | Nobeyama       | 3000 m         | Kim Dong-sung                                             | Min Ryoung                                                                    | Satoru Terao                                                                    |
| 26. bis 28. November 1999                                               | Nobeyama       | Mehrkampf      | Satoru Terao                                              | Kim Dong-sung                                                                 | Li Jiajun                                                                       |
| 26. bis 28. November 1999                                               | Nobeyama       | 3000 m Staffel | SüdkoreaKim Dong-sung Lee Seung-jae Min Ryoung Oh Se-jong | KanadaFrançois-Louis Tremblay Derrick Campbell Éric Bédard Jonathan Guilmette | Volksrepublik ChinaLi Jiajun Feng Kai An Yulong Yuan Ye                         |
| 26. bis 28. November 1999                                               | Nobeyama       | Team           | Volksrepublik China                                       | Südkorea                                                                      | Japan                                                                           |
| 3. bis 5. Dezember 1999                                                 | Changchun      | 500 m          | Li Jiajun                                                 | Kim Dong-sung                                                                 | Satoru Terao                                                                    |
| 3. bis 5. Dezember 1999                                                 | Changchun      | 1000 m         | Kim Dong-sung                                             | Apolo Anton Ohno                                                              | Min Ryoung                                                                      |
| 3. bis 5. Dezember 1999                                                 | Changchun      | 1500 m         | Apolo Anton Ohno                                          | Feng Kai                                                                      | Rusty Smith                                                                     |
| 3. bis 5. Dezember 1999                                                 | Changchun      | 3000 m         | Feng Kai                                                  | Apolo Anton Ohno                                                              | Min Ryoung                                                                      |
| 3. bis 5. Dezember 1999                                                 | Changchun      | Mehrkampf      | Apolo Anton Ohno                                          | Feng Kai                                                                      | Kim Dong-sung                                                                   |
| 3. bis 5. Dezember 1999                                                 | Changchun      | 3000 m Staffel | Volksrepublik China                                       | Japan                                                                         | Vereinigte Staaten                                                              |
| 3. bis 5. Dezember 1999                                                 | Changchun      | Team           | Südkorea                                                  | Japan                                                                         | Kanada                                                                          |
| 21. bis 23. Januar 2000 Shorttrack-Europameisterschaften 2000 in Bormio |                |                |                                                           |                                                                               |                                                                                 |
| 27. bis 29. Januar 2000                                                 | Göteborg       | 500 m          | Li Jiajun                                                 | Mathieu Turcotte                                                              | Fabio Carta                                                                     |
| 27. bis 29. Januar 2000                                                 | Göteborg       | 1000 m         | An Yulong                                                 | Mathieu Turcotte                                                              | Kim Dong-sung                                                                   |
| 27. bis 29. Januar 2000                                                 | Göteborg       | 1500 m         | Jonathan Guilmette                                        | Li Jiajun                                                                     | Fabio Carta                                                                     |
| 27. bis 29. Januar 2000                                                 | Göteborg       | 3000 m         | Fabio Carta                                               | Jeffrey Scholten                                                              | Jonathan Guilmette                                                              |
| 27. bis 29. Januar 2000                                                 | Göteborg       | Mehrkampf      | Li Jiajun                                                 | Fabio Carta                                                                   | Jonathan Guilmette                                                              |
| 27. bis 29. Januar 2000                                                 | Göteborg       | 3000 m Staffel | SüdkoreaKim Dong-sung Seo Ho-jin Min Ryoung Oh Se-jong    | ItalienFabio Carta Nicola Franceschina Maurizio Carnino Michele Antonioli     | KanadaJeffrey Scholten Jonathan Guilmette Jean-François Monett Mathieu Turcotte |
| 27. bis 29. Januar 2000                                                 | Göteborg       | Team           | Kanada                                                    | Volksrepublik China                                                           | Italien                                                                         |
| 4. bis 6. Februar 2000                                                  | Heerenveen     | 500 m          | Jeffrey Scholten                                          | Feng Kai                                                                      | An Yulong                                                                       |
| 4. bis 6. Februar 2000                                                  | Heerenveen     | 1000 m         | Min Ryoung                                                | Feng Kai                                                                      | Mathieu Turcotte                                                                |
| 4. bis 6. Februar 2000                                                  | Heerenveen     | 1500 m         | Fabio Carta                                               | Li Jiajun                                                                     | Lee Seung-jae                                                                   |
| 4. bis 6. Februar 2000                                                  | Heerenveen     | 3000 m         | Min Ryoung                                                | Feng Kai                                                                      | Fabio Carta                                                                     |
| 4. bis 6. Februar 2000                                                  | Heerenveen     | Mehrkampf      | Min Ryoung                                                | Feng Kai                                                                      | Fabio Carta                                                                     |
| 4. bis 6. Februar 2000                                                  | Heerenveen     | 3000 m Staffel | Volksrepublik China                                       | Südkorea                                                                      | Italien                                                                         |
| 4. bis 6. Februar 2000                                                  | Heerenveen     | Team           | Volksrepublik China                                       | Kanada                                                                        | Italien                                                                         |
| 4. März 2000 Shorttrack-Teamweltmeisterschaften 2000 in Den Haag        |                |                |                                                           |                                                                               |                                                                                 |
| 10. bis 12. März 2000 Shorttrack-Weltmeisterschaften 2000 in Sheffield  |                |                |                                                           |                                                                               |                                                                                 |

### Weltcupstände
| Rang | Name                    | Punkte |
| ---- | ----------------------- | ------ |
| 1    | Kim Dong-sung           | 97     |
| 2    | Li Jiajun               | 94     |
| 3    | Min Ryoung              | 92     |
| 4    | Fabio Carta             | 87     |
| 5    | Satoru Terao            | 86     |
| 6    | Feng Kai                | 86     |
| 7    | Apolo Anton Ohno        | 83     |
| 8    | An Yulong               | 80     |
| 9    | François-Louis Tremblay | 77     |
| 10   | Lee Seung-jae           | 71     |

| Rang | Name                    | Punkte |
| ---- | ----------------------- | ------ |
| 1    | Li Jiajun               | 99     |
| 2    | Kim Dong-sung           | 96     |
| 3    | Satoru Terao            | 86     |
| 4    | Feng Kai                | 84     |
| 5    | Fabio Carta             | 81     |
| 6    | An Yulong               | 80     |
| 7    | François-Louis Tremblay | 79     |
| 8    | Apolo Anton Ohno        | 71     |
| 9    | Takafumi Nishitani      | 69     |
| 10   | Min Ryoung              | 66     |

| Rang | Name                    | Punkte |
| ---- | ----------------------- | ------ |
| 1    | Kim Dong-sung           | 98     |
| 2    | Li Jiajun               | 92     |
| 3    | Min Ryoung              | 90     |
| 4    | Apolo Anton Ohno        | 88     |
| 5    | An Yulong               | 80     |
| 6    | François-Louis Tremblay | 79     |
| 7    | Satoru Terao            | 77     |
| 8    | Fabio Carta             | 67     |
| 9    | Lee Seung-jae           | 67     |
| 10   | Feng Kai                | 65     |

| Rang | Name              | Punkte |
| ---- | ----------------- | ------ |
| 1    | Li Jiajun         | 93     |
| 2    | Fabio Carta       | 92     |
| 3    | Kim Dong-sung     | 88     |
| 4    | Min Ryoung        | 87     |
| 5    | An Yulong         | 83     |
| 6    | Feng Kai          | 82     |
| 7    | Satoru Terao      | 79     |
| 8    | Apolo Anton Ohno  | 67     |
| 9    | Michele Antonioli | 67     |
| 10   | Bruno Loscos      | 62     |

| Rang | Team                   | Punkte |
| ---- | ---------------------- | ------ |
| 1    | Südkorea               | 99     |
| 2    | Volksrepublik China    | 98     |
| 3    | Kanada                 | 93     |
| 4    | Japan                  | 90     |
| 5    | Italien                | 90     |
| 6    | Vereinigte Staaten     | 85     |
| 7    | Ungarn                 | 79     |
| 8    | Niederlande            | 79     |
| 9    | Vereinigtes Königreich | 56     |
| 10   | Deutschland            | 54     |

| Rang | Team                   | Punkte |
| ---- | ---------------------- | ------ |
| 1    | Volksrepublik China    | 99     |
| 2    | Südkorea               | 98     |
| 3    | Kanada                 | 93     |
| 4    | Italien                | 93     |
| 5    | Japan                  | 89     |
| 6    | Vereinigte Staaten     | 84     |
| 7    | Niederlande            | 76     |
| 8    | Ungarn                 | 75     |
| 9    | Vereinigtes Königreich | 57     |
| 10   | Deutschland            | 54     |